# Rybjancewe
Rybjancewe (ukr. Риб'янцеве) – wieś na Ukrainie, w obwodzie ługańskim, w rejonie starobielskim, w hromadzie Nowopskow. W 2001 liczyła 1306 mieszkańców, spośród których 1254 wskazało jako ojczysty język ukraiński, 49 rosyjski, 1 mołdawski, 1 białoruski, a 1 inny.